# Bondinho del Pan de Azúcar
El Bondinho del Pan de Azúcar es un teleférico ubicado en el barrio de Urca, en la ciudad de Río de Janeiro, Brasil. Une la Playa Vermelha al Morro de Urca y al Pan de Azúcar.
Es una de las principales atracciones turísticas de la ciudad. Fue inaugurado (su primer trecho entre la Praia Vermelha y el Morro de Urca) el 27 de octubre de 1912 y, desde entonces, ya transportó cerca de 37 millones de personas manteniendo una media actual de 2,500 visitantes por día.
Su nombre viene de la semejanza de los carros del teleférico con los vagones del tranvía eléctrico ("bondes" en portugués brasileño) que circulaban por la ciudad en la época de su inauguración. El Bondinho está privatizado y es administrado por la concesionaria "Compañía Camino Aéreo Pan de Azúcar", empresa creada por el ideador del proyecto, el ingeniero Augusto Ferreira Ramos, desde su construcción.

## Historia

### Construcción

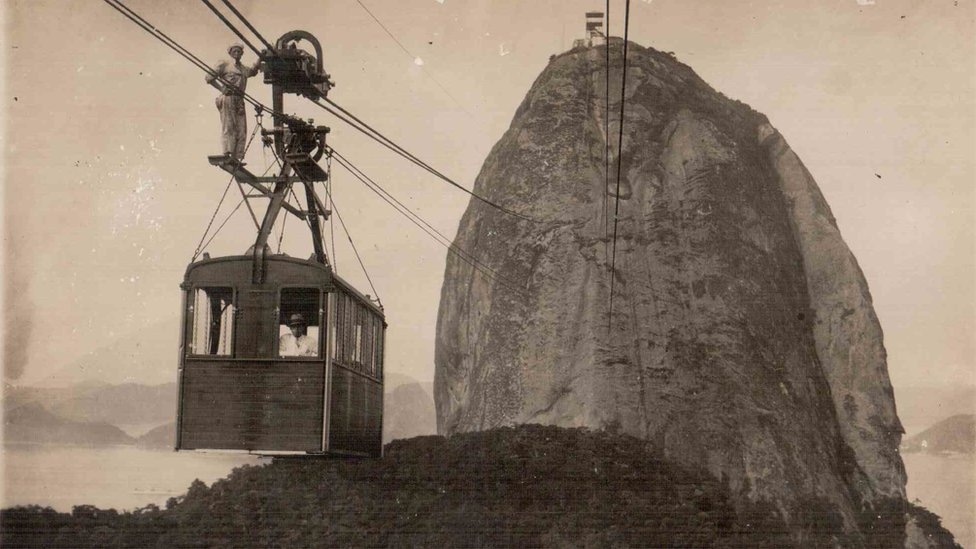
Bondinho alrededor de 1910.

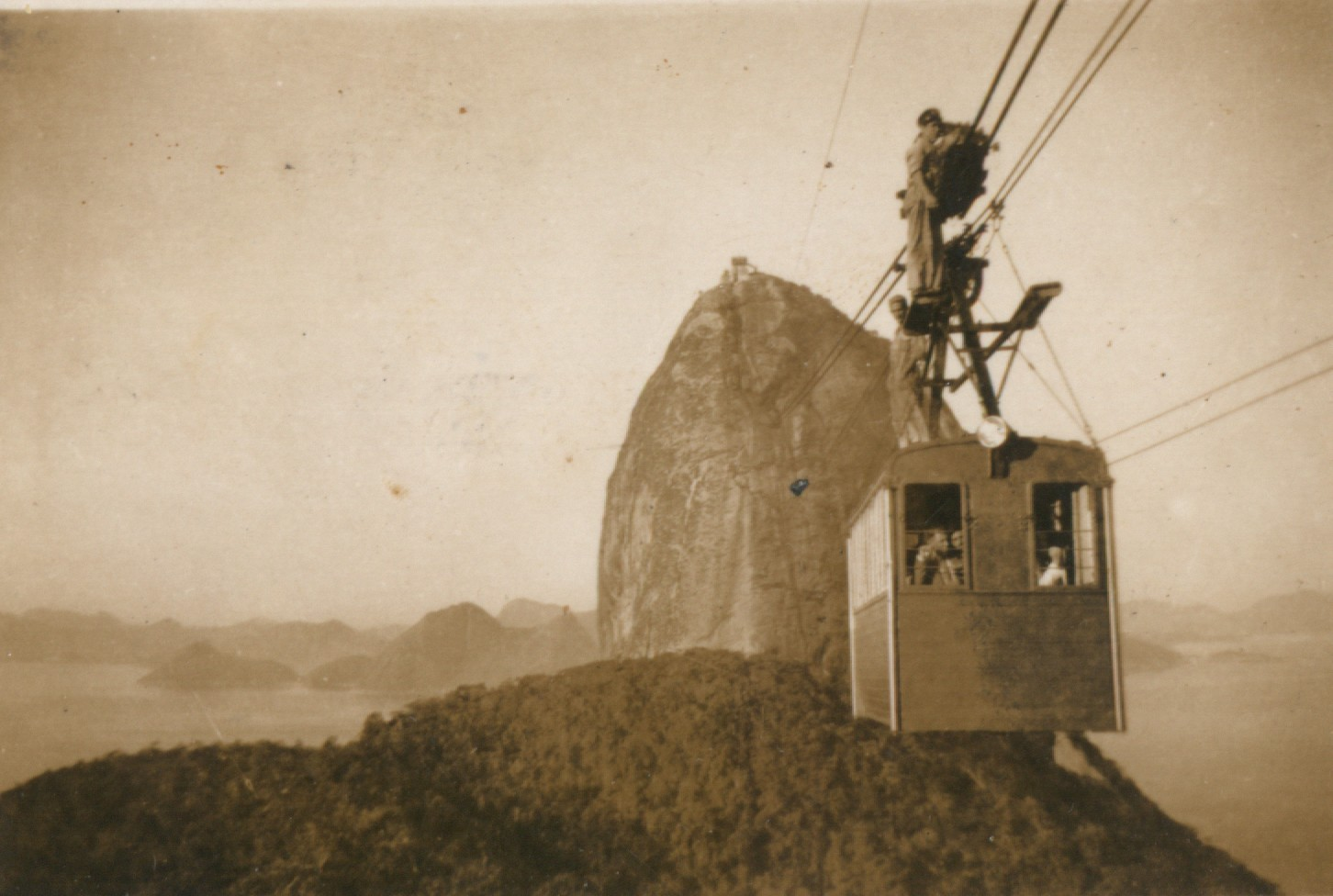
Obreros haciendo labores de mantenimiento en los años 1940 en foto de Luiz Otto Koehne.

La vista de la bahía de Guanabara, considerada uno de los paisajes más bellos del mundo era el atractivo que llevaba a curiosos y escaladores a subir el Pan de Azúcar ya a fines del siglo XIX. El desarrollo de las técnicas de ingeniería y la realización de la Exposición Nacional Conmemorativa del 1º Centenario de la Apertura de los Puertos de Brasil, en 1908, en el barrio de Urca, motivaron al ingeniero Augusto Ferreira Ramos, quien fue coordinador general de esta exposición, a idear un sistema teleférico que facilitase el acceso a la cima del monte. Cuando el bondinho fue construido, sólo existían otros dos teleféricos en el mundo, el de Monte Ulía, en  España, con una extensión de 280 metros y que fue construido en 1907; y el teleférico de Wetterhorn, en Suiza, con una extensión de 560 metros construido en 1908. Ramos debió recurrir a figuras conocidas de la alta sociedad carioca como Eduardo Guinle y Raymundo Ottoni de Castro Maya, para promover la idea del teleférico.

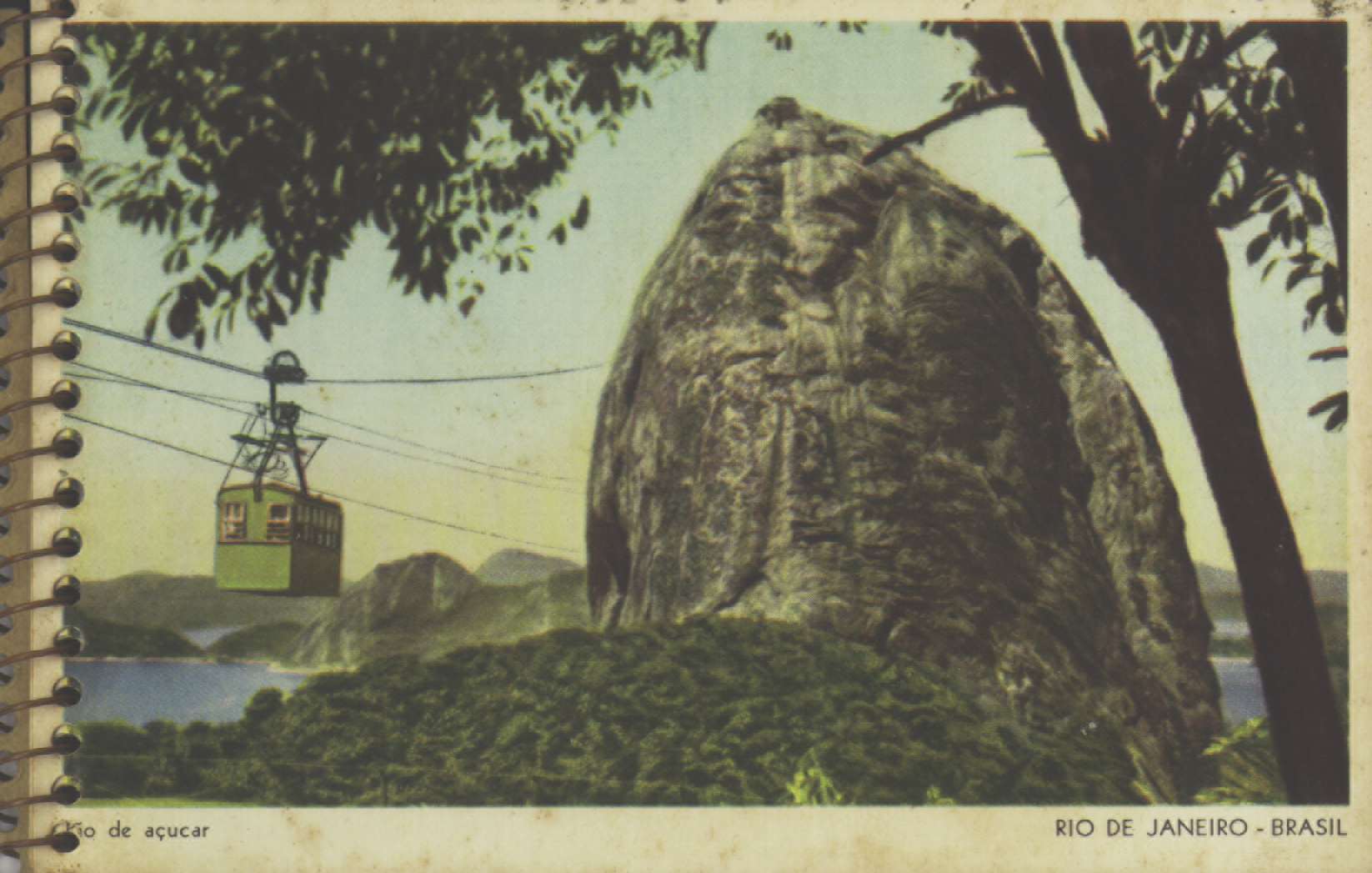
Antigua imagen a color del bondinho (sin fecha, por Werner Haberkorn).

El 30 de julio de 1909 fue concedida la autorización, con duración de 30 años, para la ejecución de la obra, otorgada por el Decreto Municipal 1260, el 29 de mayo de 1909. La construcción se inició en 1910.
Para construir el teleférico se necesitaron más de 400 obreros-escaladores, cada uno subiendo con algunas piezas a la cima del morro de Urco y al Pan de Azúcar para que estas fueran montadas. Un cabestrante ayudó en la subida de los cables de acero. Hasta hoy es posible ver las clavijas que estos escaladores colocaron en la roca al subir el costado del Pan de Azúcar. Los carros, con capacidad para 22 personas, fueron importados de Alemania. En la inauguración del bondinho, el 27 de octubre de 1912, el teleférico sólo subía de la Praia Vermelha hasta el morro de Urca. Tres meses después, el 18 de enero de 1913, ya iba hasta lo alto del Pan de Azúcar. y desde entonces ha transportado a cerca de 37 millones de personas, manteniendo un promedio actual de 2 500 visitantes al día.

### Expansión

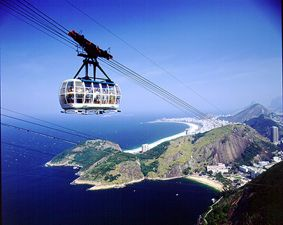
El bondinho en 2006.

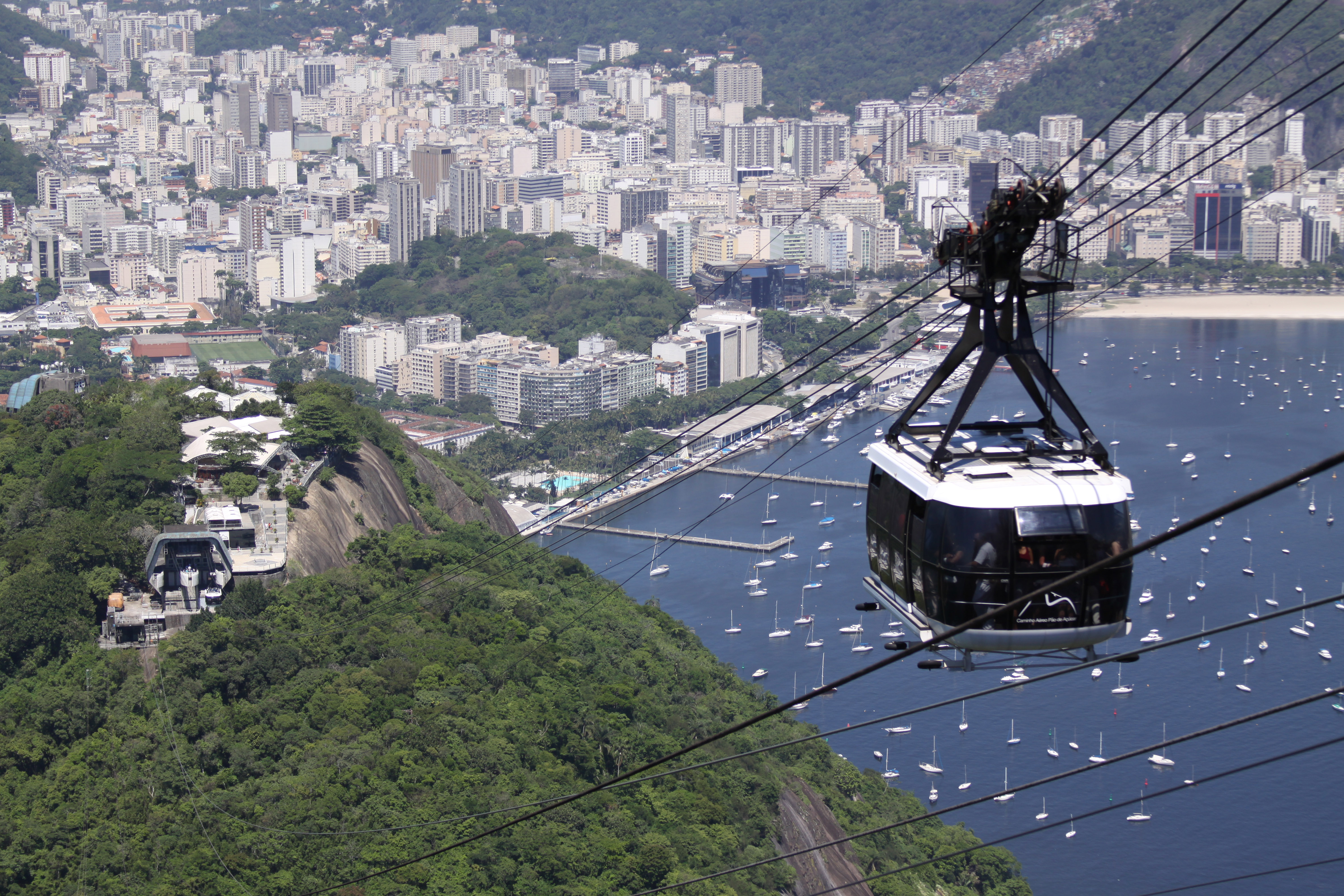
El bondinho em 2011.

El actual teleférico fue construido a principios de los años 70, después de que el 29 de mayo de 1969 el Gobernador de Guanabara, Francisco Negrão de Lima, asignara la reconstrucción del bondinho a la Companhia Caminho Aéreo Pan de Azúcar, estableciendo que debía duplicar la línea aérea para que pasase a ser servida por dos teleféricos en cada tramo.
Después de hacer varios estudios, la empresa presentó un proyecto que renovaba completamente el proyecto original, puesto que era necesario cambiar toda la estructura para poder multiplicar por diez la capacidad del teleférico. El 5 de mayo de 1970, el gobernador de Guanabara asignó un término adicional al contrato con la empresa, autorizando la construcción del nuevo teleférico en substitución del anterior.
La obra, cuyo presupuesto era de 2 millones de dólares, comenzó el 13 de julio de 1970, exigiendo el desmonte de tres grandes bloques de piedras del alto del Pan de Azúcar de más de 1000 toneladas. Duró dos años, siendo inaugurada definitivamente el 29 de octubre de 1972. Los cables de acero y los bondinhos fueron cambiados. Las nuevas cabinas importadas desde Italia tenían capacidad para 75 pasajeros. Con mayor espacio y dos líneas en funcionamiento, el flujo aumentó de 115 a 1,360 pasajeros por hora. Posteriormente ma capacidad fue reducida para 65 personas por cuestiones de comodidad.
El bondinho fue escenario del filme 007 Misión Espacial, de 1979, en el que el agente secreto británico James Bond (interpretado por Roger Moore) derrota a su enemigo "Mandíbulas", interpretado por Richard Kiel. También en 1979, el equilibrista Steven McPeak caminó sobre el cable de acerdo en el trecho más alto del recorrido del bondinho.

### SigloXXI
En el 2002, cuando cumplió 90 años, la fecha fue celebrada con un gran show del cantante Roberto Carlos, en el Aterro do Flamengo. En el 2011, a estación de Urca fue escogida para el lanzamiento de la película Harry Potter y las reliquias de la Muerte: parte 2, con la presencia del actor Tom Felton. En el 2012, año que cumplió su centenario, fue homenajeado por Google con un doodle.

## Funcionamiento

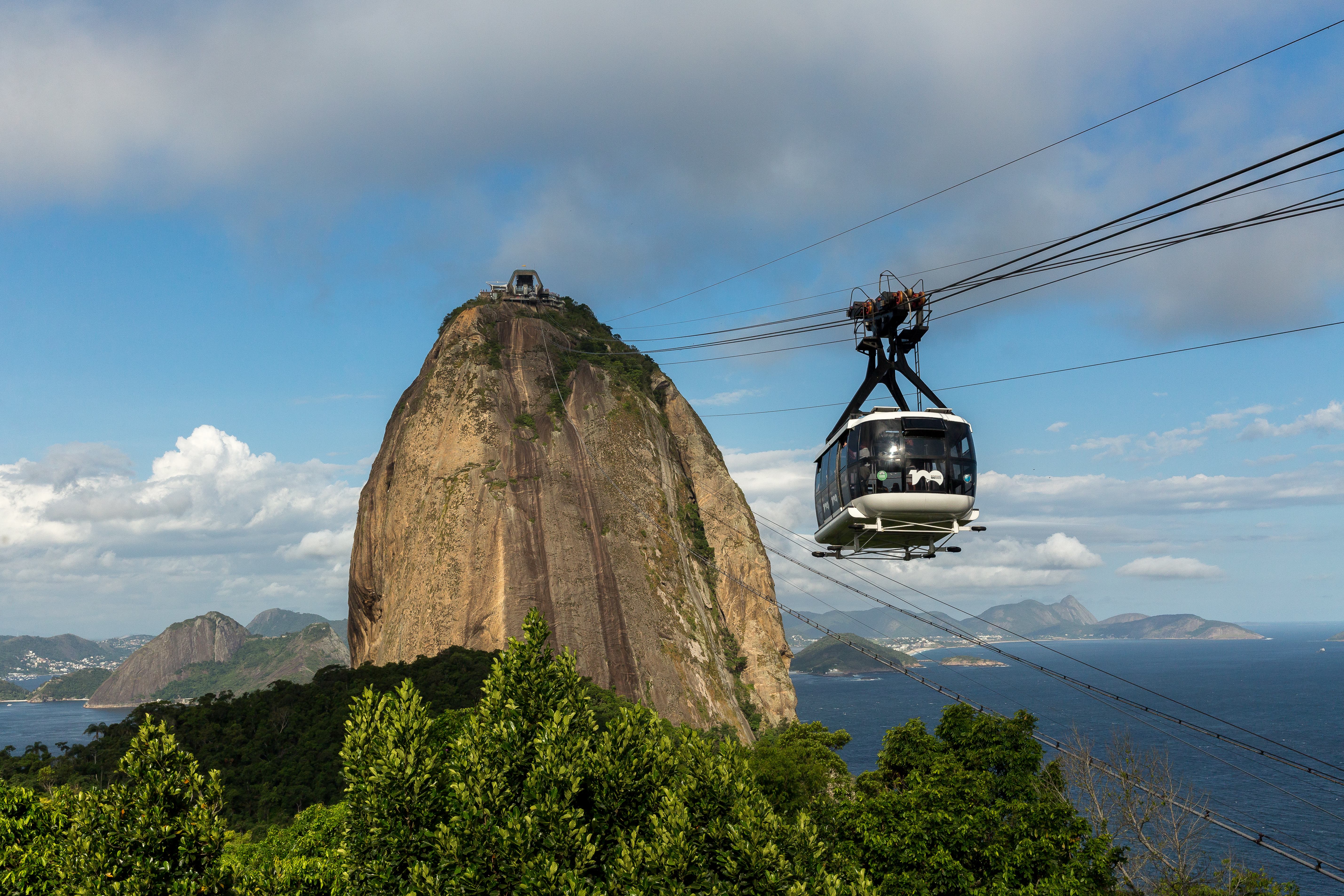
Bondinho del Pan de Azúcar.

El bondinho funciona desde las 8 de la mañana hasta las 8 de la noche a lo largo de dos rutas: una uniendo la base del morro de Babilonia al morro de Urca y la otra uniendo el morro de Urca con el pico del Pan de Azúcar. 
La primera línea (estación inicial - morro de Urca) posee una extensión de 600 metros y una velocidad máxima durante el viaje de 6 metros por segundo (21.6 kilómetros por hora). La segunda línea (morro de Urca - Pan de Azúcar) posee una extensión de 850 metros y una velocidad máxima durante el viaje de 10 metros por segundo (36 kilómetros por hora).
La capacidad actual es de 65 pasajeros por viaje. Como el trayecto de cada línea es realizado aproximadamente en 3 minutos, la capacidad del teleférico es de 1.200 pasajeros por hora. Más de 40 millones de pasajeros ya circularon en el bondinho.
El proyecto original preveía un tercer tramo entre los morros de Urca y el de Babilonia, en Leme, la que fue descartada por que tendría que cruzar un área que es considerada de seguridad nacional.